# Nouveau Taipei
Pour les articles homonymes, voir Xinbei.
Nouveau Taipei (chinois traditionnel : 新北市 ; pinyin : Xīnběi Shì ; litt. « Nouvelle ville du Nord »), anciennement le comté de Taipei (chinois : 臺北縣) est une municipalité spéciale située au nord de Taïwan  dont le territoire encercle totalement la ville de Taipei et constitue également l'unique arrière-pays du port de Chilung. Elle est limitrophe du comté de Taoyuan au sud-ouest et du comté de Yilan au sud-est.

## Nom
Nouveau Taipei était connu sous le nom de comté de Taipei avant son changement de statut administratif en tant que ville en 2010. En effet, après que la population du comté a dépassé celle de la ville de Taipei, il a été décidé que le comté devait être élevé au rang de ville mais n'a pas pu être appelé « Ville de Taipei ».
Le nom de la nouvelle entité (新北市, Xīnběi Shì, « Nouvelle ville du Nord ») a d'abord été donnée en anglais sans traduction, Xinbei. Mais les deux candidats à l'élection municipale étaient opposés à un tel nom. En conséquence, se rangeant du côté de l'opinion publique, le nouveau maire Eric Chu a demandé et obtenu du ministère de l'Intérieur une nouvelle appellation anglaise, New Taipei City, devenue officielle le 31 décembre 2010[réf. nécessaire]. Le nom français est calqué sur celui anglais.

## Histoire
Les traces archéologiques montrent que Nouveau Taipei est habité depuis la période néolithique, avec des artefacts excavés dans le district de Bali datant entre 7 000 et 4 700 av. J.-C. La région autour de Nouveau Taïpei a été peuplée par les aborigènes des plaines Ketagalan, et des preuves indiquent que les Atayal se trouvaient dans l’actuel district de Wulai. La vague migratoire depuis la Chine continentale la plus récente est datée de 1620, date à laquelle les tribus locales se sont réfugiées dans les régions montagneuses. À travers les années, de nombreux aborigènes se sont assimilés dans la population d’origine chinoise.

### Dynastie Qing
Durant la domination des Qing sur Taïwan, les chinois Hans ont commencé à coloniser l’aire maintenant connue sous le nom de Nouvelle Taipei dès 1694, et le nombre de migrants venant de Chine continentale a progressivement augmenté. Après des décennies de développement et de prospérité, Tamsui est devenu un port de commerce international à partir de 1850. Un consulat et des magasins britanniques ont été établis dans la région, promouvant le thé local afin de le vendre en Europe. En 1875, Shen Baozhen demande l’établissement de la préfecture de Taipei. La province de Fujian-Taiwan est promulguée en 1887 et l’actuel Nouveau Taipei tombe sous la juridiction de la Préfecture de Taipei.

### Domination japonaise
En 1895, Taïwan est cédé par la dynastie Qing à l’empire du Japon. Sous administration japonaise, l’aire de Nouveau Taïpei est incorporée à la Préfecture de Taihoku, incluant les actuelles Taïpei, Keelung et comté de Yilan. De l’or et d’autres gisements minéraux sont découverts dans les montagnes de Keelung, engendrant une ruée vers l’or dans la région. En octobre 1896, le gouvernement Japonais divise l’aire minière autour des montagnes de Keelung en deux districts : à l’est, le district de Kinkaseki, à l’ouest, le district de Kyufun. Les deux districts font maintenant partie du district de Ruifang.

### Après-guerre
Après le retour de Taïwan sous souveraineté chinoise en octobre 1945, l’actuel Nouveau Taipei est administré en tant que Comté de Taïpei avec la ville de Banqiao comme chef-lieu. En juillet 1949, la taille du Comté de Taïpei est réduite quand les villes de Beitou et Shilin sont placées sous la juridiction de la nouvellement créée Agence administrative de Caoshan, qui sera rapidement renommé Agence administrative de Yangminshan. Le 1er juillet 1968, la taille du Comté de Taipei est encore diminuée de 205,16 km2 quand les villes de Jingmei, Muzha, Nangang et Neihu fusionnent avec la ville de Taipei.
Après ces changements, le comté possède dix villes administrées par le comté (Banqiao, Luzhou, Sanchong, Shulin, Tucheng, Xizhi, Xindian, Yonghe, Zhonghe), quatre cantons (Tamsui, Ruifang, Sanxia, Yingge), et quinze cantons ruraux (Bali, Gongliao, Jinshan, Linkou, Pinglin, Pingxi, Sanzhi, Shenkeng, Shiding, Shimen, Shuangxi, Taishan, Wanli, Wugu, Wulai). Il est divisé en 1 017 villages et 21 683 quartiers. En août 1992, à cause d’ajustement frontaliers entre la ville de Taïpei et le Comté de Taïpei près des ruisseaux Neigou et Daking, la superficie du Comté de Taipei est réduite de 0,03 km2. Le 25 décembre 2010, le Comté de Taïpei devient une municipalité spéciale sous le nom de Nouveau Taipei, composée de 29 districts avec le district de Banqiao comme siège administratif. 

## Géographie
Nouveau Taipei est situé dans la partie occidentale de Taïwan, au nord de l’île. Il couvre un vaste territoire aux typologies variées, incluant des montagnes, des collines, des plaines et des bassins. Dans la partie nord, environ 120 kilomètres de côtes dessinent des rivages appréciés par les locaux pour leur beauté. Le fleuve Tamsui est le principal cours d’eau de Nouveau Taipei, bien qu’il faille noter la présence également des rivières Xindian, Keelung et Dahan. La plus haute montagne de la ville est le mont Zhuzi, haut de 1 094 mètres et situé dans le district de Sanzhi.

### Climat
Le climat de la ville est subtropical humide avec des moussons saisonnières et de fortes précipitations tout au long de l’année. Les températures varient entre doux et chaud, excepté lors des vagues de froid des mois hivernaux, quand le mercure peut descendre aux alentours de 10 °C. Janvier est le mois le plus froid et juillet le plus chaud.

## Administration
Nouveau Taipei est une municipalité spéciale directement dépendante du gouvernement central de la république de Chine. Le gouvernement de Nouveau Taipei est dirigé par un maire élu et la mairie se trouve dans l’hôtel de ville de Nouveau Taipei dans le district de Banqiao. Le maire actuel est Hou You-yi, membre du Kuomintang.   
L'ancien comté de Taipei contrôlait dix municipalités moyennes (dont la plus grande, Banqiao, a une population de 560 000), quatre municipalités urbanisées et quinze municipalités rurales. Avec la promotion du comté au statut de municipalité spéciale, toutes ces anciennes municipalités sont devenus des « districts » ou « arrondissements » (區, qū), au nombre donc de 29.   
| District   | Caractère chinois | Wade-Giles  | Hanyu Pinyin | Taïwanais (POJ)          | Formosan | Population | Superficie (km2) |
| ---------- | ----------------- | ----------- | ------------ | ------------------------ | -------- | ---------- | ---------------- |
| Banqiao    | 板橋區            | Pan-ch'iao  | Bǎnqiáo      | Pang-kiô                 |          | 554 008    | 23,14            |
| Zhonghe    | 中和區            | Chung-ho    | Zhōnghé      | Tiong-hô                 |          | 414 356    | 20,14            |
| Luzhou     | 蘆洲區            | Lu-chou     | Lúzhōu       | Lô·-chiu                 |          | 200 055    | 8,32             |
| Sanchong   | 三重區            | San-ch'ung  | Sānchóng     | Saⁿ-tēng-po· / Sam-tiông |          | 388 386    | 16,32            |
| Shulin     | 樹林區            | Shu-lin     | Shùlín       | Chhiū-nâ-á               |          | 184 329    | 33,13            |
| Xizhi      | 汐止區            | Hsi-chih    | Xìzhǐ        | Se̍k-chí                  |          | 196 150    | 71,24            |
| Xindian    | 新店區            | Hsin-tien   | Xīndiàn      | Sin-tiàm                 |          | 300 283    | 120,23           |
| Hsinchuang | 新莊區            | Hsin-chuang | Xīnzhuāng    | Sin-chng                 |          | 413 443    | 19,74            |
| Tucheng    | 土城區            | T'u-ch'eng  | Tǔchéng      | Thô·-siâⁿ                |          | 238 646    | 29,56            |
| Yonghe     | 永和區            | Yung-ho     | Yǒnghé       | Éng-hô                   |          | 225 353    | 5,71             |
| Tamsui     | 淡水區            | Tan-shui    | Dànshuǐ      | Tām-súi / Tām-chúi       |          | 162 441    | 70,66            |
| Ruifang    | 瑞芳區            | Jui-fang    | Ruìfāng      | Sūi-hong                 |          | 40 922     | 70,73            |
| Sanxia     | 三峽區            | San-hsia    | Sānxiá       | Sam-kiap                 |          | 112 775    | 191,45           |
| Yingge     | 鶯歌區            | Ying-ko     | Yīnggē       | Eng-ko                   |          | 87 931     | 21,12            |
| Bali       | 八里區            | Pa-li       | Bālǐ         | Pat-lí                   |          | 37 711     | 39,49            |
| Gongliao   | 貢寮區            | Kung-liao   | Gòngliáo     | Khong-á-liâu             |          | 12 858     | 99,97            |
| Jinshan    | 金山區            | Chin-shan   | Jīnshān      | Kim-san                  |          | 22 273     | 49,21            |
| Linkou     | 林口區            | Lin-k'ou    | Línkǒu       | Nâ-kháu                  |          | 100 554    | 54,15            |
| Pinglin    | 坪林區            | P'ing-lin   | Pínglín      | Piⁿ-nâ                   |          | 6 503      | 170,84           |
| Pingxi     | 平溪區            | P'ing-hsi   | Píngxī       | Pêng-khe                 |          | 4 872      | 71,34            |
| Sanzhi     | 三芝區            | San-chih    | Sānzhī       | Sam-chi                  |          | 23 452     | 65,99            |
| Shenkeng   | 深坑區            | Shen-k'eng  | Shēnkēng     | Chhim-khiⁿ               |          | 23 614     | 20,58            |
| Shiding    | 石碇區            | Shih-ting   | Shídìng      | Chio̍h-tiàⁿ               |          | 7 857      | 144,35           |
| Shimen     | 石門區            | Shih-men    | Shímén       | Chio̍h-mn̂g                |          | 12 645     | 51,26            |
| Shuangxi   | 雙溪區            | Shuang-hsi  | Shuāngxī     | Siang-khe                |          | 9 233      | 146,25           |
| Taishan    | 泰山區            | T'ai-shan   | Tàishān      | Thài-san                 |          | 78 801     | 19,16            |
| Wanli      | 萬里區            | Wan-li      | Wànlǐ        | Bān-lí                   |          | 22 634     | 63,38            |
| Wugu       | 五股區            | Wu-ku       | Wǔgǔ         | Ngó·-kó·                 |          | 82 983     | 34,86            |
| Wulai      | 烏來區            | Wu-lai      | Wūlái        | U-lai                    | Ulay     | 6 182      | 321,13           |

### Gouvernement central
De nombreuses administrations du gouvernement central sont situées dans Nouveau Taïpei, de par sa proximité avec la capitale Taïpei. Le Conseil des peuples indigènes, le Conseil des affaires Hakka et le ministère de la culture se trouvent dans le district de Xinzhuang dans la Xinzhuang Joint Office Tower.

## Démographie et culture

### Population
La population de Nouveau Taïpei est estimée à environ 3,9 millions d’habitants. Plus de 80 % des résidents vivent dans les dix districts qui étaient auparavant contrôlés par le comté (Banqiao, Luzhou, Sanchong, Shulin, Tucheng, Xizhi, Xindian, Xinzhuang, Yonghe et Zhonghe), soit un-sixième de l’aire totale. 70 % de la population de Nouveau Taïpei n’est pas native de la ville, et il y a environ 100 000 étrangers qui y résident.

### Croyances
La ville possède 952 temples enregistrés et 120 églises, incluant 160 temples buddho-taoïstes, ainsi que plus de 3.000 sanctuaires taoïstes. C’est à Nouveau Taïpei qu’on trouve cinq monastères bouddhistes majeurs, comme le Dharma Drum Montain dans le district de Jinshan ou le monastère de Ling-jiou dans le district de Gongliao. En moyenne, il y a deux lieux de culte pour chaque kilomètre carré de la ville. Les districts de Xizhi et Sanxia ont le plus grand nombre de temples enregistrés, quand le district de Wulai est celui qui en a le moins. Nouveau Taïpei accueille un musée des religions du monde dans le district de Yonghe.

### Sports
Nouveau Taïpei abrite le stade Banqiao et le stade de baseball Xinzhuang.

## Économie

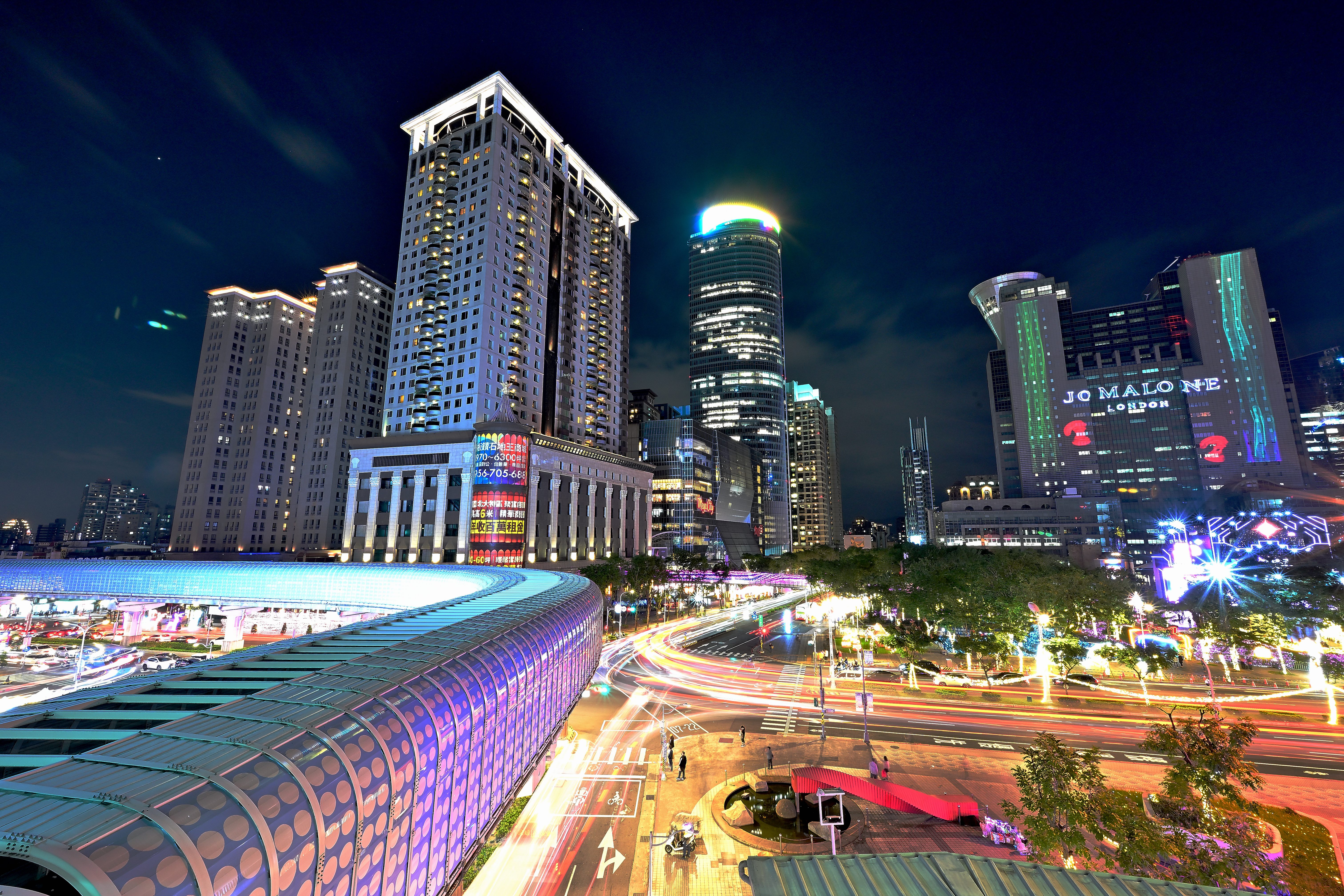
Skyline de CBD de Nouveau Taipei - Banqiao.

Grâce à sa position stratégique, Nouveau Taipei est la deuxième plus grande ville pour les affaires après Taipei, avec plus de 250 000 entreprises privées et 20 000 usines réparties autour de cinq parcs industriels pour un capital total de 1 800 milliards de NT$. De nombreuses industries de haute technologie, ainsi que des entreprises de services et de tourisme, contribuent grandement au PIB taïwanais. Les cinq plus grandes industries de la ville sont l'informatique, la télécommunication, le numérique, la biotechnologie et les instruments de précision. Nouveau Taipei est parmi les trois plus importantes villes du monde pour sa production de contenu informatique, assurant plus de 50 % du marché mondial pour des produits tels que les cartes-mères, les ordinateurs portables, les écrans à cristaux liquides et les écrans cathodiques.

### Industries créatives
Les industries créatives et culturelles abondent à Nouveau Taïpei, comme la poterie dans le district de Yingge, l’usine vitrière Liuli Gongfang (en) à Tamsui, l’industrie du tambour dans le district de Xinzhuang, la teinture dans le district de Sanxia, la ferronnerie dans le district de Ruifang, les lanternes dans le district de Pingxi…

### Industries logistiques
Le port de Taipei est situé dans le district de Bali. Le port de Tamsui est le port principal de pêche et sert également de marina.

## Éducation
L’éducation de Nouveau Taipei est sous la supervision du département d’éducation du gouvernement de Nouveau Taipei. La population est très fortement éduquée, avec plus de 38 % des habitants ayant reçu une éducation supérieure.

### Universités
La ville accueille des nombreuses universités publiques comme privées, comma l’université Aletheia, l’université technologique Chihlee, l’université catholique Fu Jen, l’université Hsing Wu, l’université Huafan, l’université de science et technologie Jinwen, l’université technologique Ming Chi, l’université ouverte nationale, l’université nationale de Taïpei, l’université nationale des arts de Taïwan, l’université St. John, l’université Tamkang…

### Bibliothèques publiques
Fondée en 1914, la Bibliothèque nationale de Taïwan (en), la plus ancienne de l’île, est située dans le district de Zhonghe.

### Centres éducatifs
Ouvert en janvier 2008, le centre éducatif de développement durable, dans le district de Bali, est voué à la préservation des zones tropicales humides.

## Énergie
Nouveau Taipei abrite deux centrales nucléaires, la centrale de Kuosheng dans le district de Wanli et celle de Jinshan dans le district de Shimen, qui a été la première à voir le jour à Taïwan. La centrale de Lungmen, dans le district de Gongliao, a été fermée sous la pression de l’opinion publique. Les autres producteurs d’énergie sont l’usine thermique à charbon de Linkou dans le district de Linkou et le barrage hydroélectrique de Feitsui dans le district de Shiding.

## Tourisme
Nouveau Taipei est très riche en lieux culturels, historiques et naturels. L’industrie touristique est sous le contrôle du département de tourisme et de voyage du gouvernement de Nouveau Taipei.

### Sites historiques
Les attractions historiques incluent le phare Bitoujiao, Chin Pao San, le fort Santo Domingo, le fort Hobe, le sanctuaire Ōgon, la vieille rue de Tamsui, le manoir et les jardins de la famille Lin, le phare Fugueijiao, le phare du cap San Diego, les ruines Qing de Tamsui et les villes minières de Jiufen, Jinguashi et Jingtong.

### Temples
Le temple le plus célèbre est le temple Zushi dans le district de Sanxia. Le district de Jinshan accueille Dharma Drum Mountain.

### Musées et galeries
On trouve dans Nouveau Taipei un très grand nombre de musées comme de galeries, comme le musée de l’or, le parc mémoriel de la Terreur blanche Jing-Mei, le musée de l’industrie minière Jingtong, le musée Ju Ming, la galerie mémorielle Li Mei-shu, le musée de la poupée Li Tien-lu, le musée des religions du monde, le musée Hakka de Nouveau Taipei, le musée des céramiques Yingge de Nouveau Taipei, le musée du thé Pinglin, le musée d’Histoire Sanxia, le musée archéologique Shisanhang, le musée du charbon de Taïwan, le musée maritime de l’université Tamkang, la galerie d’Art de Tamsui, le musée Atayal de Wulai, le musée de la vie forestière de Wulai, le centre artistique et culturel de Xinzhuang…

### Sites naturels
Les attractions naturelles incluent les chutes de Wulai et Shifen, Bitan, les sources d’eau chaude de Wulai, le cap San Diego, les îlots des chandelles jumelles, les cheminées de fée de la côte Yehliu, les chemins de randonnée du Mont Guanyin, de Wulai, de Pingxi et de la côte nord-est. Les plages populaires sont Fulong, Yanliao et la baie Baisha.

### Marchés de nuit
Les marchés de nuit les plus connus sont le marché de nuit de Nanya et celui de Lehua.

### Festivals
Nouveau Taipei célèbre annuellement environ 5 000 évènements artistiques, musicaux et plus largement culturels, comme le festival de rock Hohvaiyan dans le district de Gongliao. La fête des lanternes se tient régulièrement dans la ville, particulièrement dans le district de Pingxi, où des lanternes célestes sont produites et lancées tout au long de l’année.
Les autres festivals incluent le festival religieux Yeliu, la saison des cerisiers en fleur, les rituels Ching Shui Tsu Shih, le festival culturel de Mazu, le festival de l’eau de Zhonghe, le festival de sculptures de sable de Fulong, le festival culturel de la danse du lion de Taishan…

## Transports

### Rail
La ville est desservie par la ligne à grande vitesse de Taïwan à travers la gare intermodale de Banqiao. Cette dernière est également reliée à l’Administration ferroviaire de Taïwan (en) (TRA) et au métro de Taipei. 
La ligne Yilan (en) du TRA passe par Gongliao, Shuangxi et Ruifang. La ligne ouest (en) cours à travers Xizhi, Banqiao, Shulin et Yingge. La ligne Pingxi (en) connecte Pingxi à Ruifang.
C’est dans le district de Wulai qu’est le train panoramique de Wulai (en).

### Métro
Le métro de Taïpei dessert Nouveau Taïpei à travers la ligne Tamsui à Tamsui, la ligne Zhonghe à Yonghe et Zhonghe, la ligne Luzhou à Sanchong et Luzhou, la ligne Xinzhuang à Xinzhuang, Sanchong et Taishan, la ligne Xindian à Xindian, et la ligne Bannan à Banqiao.
La ligne de l'aéroport de Taoyuan gérée par le métro de Taoyuan relie Sanchong, Xinzhuang, Taishan et Linkou.

### Route
Un pont célèbre de Nouveau Taipei est le pont de Taipei, connectant Nouveau Taipei avec Taipei au-dessus de la rivière Tamsui.[Lequel ?] Un autre pont connu est le pont de Nouveau Taipei (en).

### Air
Le service aérien est assuré par l’aéroport international Taiwan-Taoyuan, dans la ville voisine de Taoyuan, ainsi que par l’aéroport Songshan à Taipei.